# Tinguipaya
Tinguipaya es una localidad y municipio de Bolivia, ubicado en la provincia de Frías del departamento de Potosí. Su asiento es la localidad homónima. El municipio cuenta con una población de 27.200 habitantes (según el Censo INE 2012).

## Ubicación
El municipio de Tinguipaya es uno de los cuatro municipios de la provincia de Frías. El municipio limita al norte con la provincia de Chayanta, al este con la provincia de Cornelio Saavedra, al sur con la provincia de Quijarro, al sureste con la provincia de Linares y al oeste con el departamento de Oruro.

## Geografía
El municipio está situado en el borde oriental de la Cordillera Central en el altiplano boliviano.
La temperatura promedio anual en la región es de aproximadamente 11 °C (ver gráfico climático Potosí), la precipitación anual es de 350 mm. La región tiene un fuerte clima diurna de las temperaturas mensuales medias varían poco entre los 8 °C en junio / julio y 13 °C de noviembre a marzo. La precipitación mensual es inferior a 10 mm entre los meses de mayo a septiembre y de 80 mm en enero y febrero.

## Demografía
De acuerdo con el censo boliviano de 2024, la población del municipio de Tinguipaya es de 28 829 habitantes.
La población del municipio se duplicó entre 1992 y 2024:
| Año  | Habitantes (municipio) | Fuente |
| ---- | ---------------------- | ------ |
| 1992 | 14.569                 | Censo  |
| 2001 | 21.794                 | Censo  |
| 2012 | 27.200                 | Censo  |
| 2024 | 28.829                 | Censo  |

El promedio de vida de los habitantes del municipio es de 53 años, la tasa de alfabetización entre los mayores de 15 años de edad en sólo el 47 por ciento, y la proporción de población urbana en el municipio es de 0,5% en el pueblo de Tinguipaya (2001).
Debido a la distribución de la población históricamente ha desarrollado una parte importante de la región quechua -población en el municipio Tinguipaya 99,3 por ciento de la población habla la lengua quechua, el restante Castellano.
Las personas son en su mayoría indígenas, ciudadanos de quechua descenso

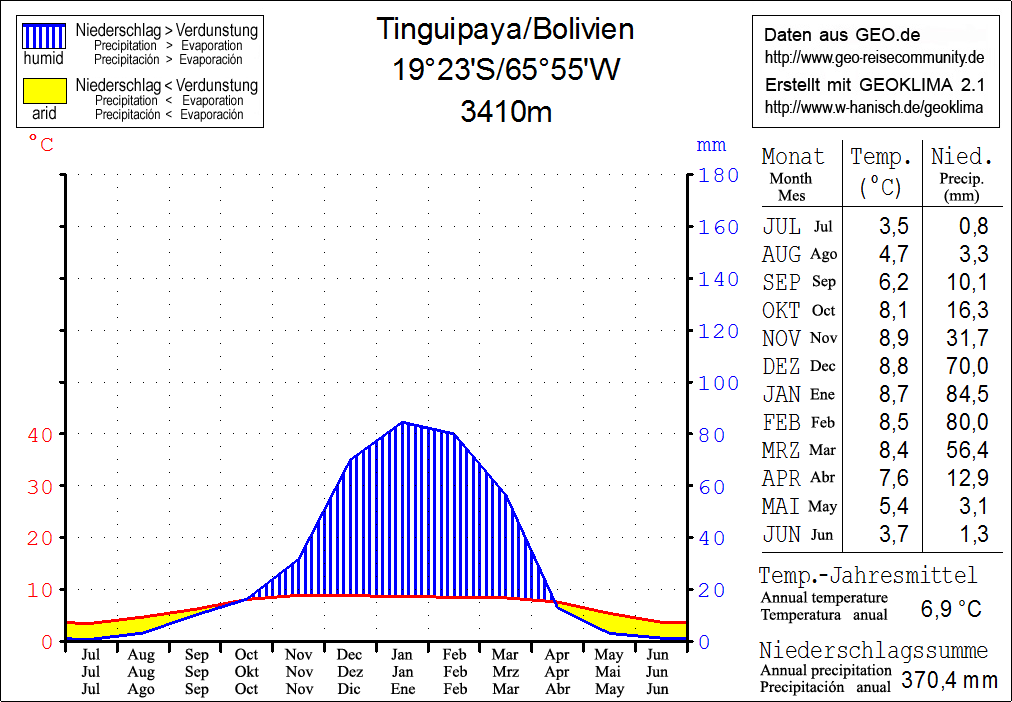
Temperaturas y precipitaciones anuales (en alemán)

### Grupo étnico
- Quechua 94,7%
- Aimara	0,2%
- Guaraní, Chiquitos , Moxos 0,0%
- No es indígena	5,1%
- Otros grupos indígenas	0,0%

## Atractivos turísticos
Entre los atractivos turísticos importantes de Tinguipaya están las aguas termales, algunas ruinas como los chullpares, cuevas, iglesias, lagunas y el paisaje andino. Entre los atractivos intangibles están fiesta religiosa de Belén; de la Cruz, en Actara, la fiesta Anthurista de la Exaltación, además de las costumbres culturales de las comunidades.